# Autoroute espagnole B-10
Pour les articles homonymes, voir B-10.
La B-10 aussi appelée Ronda Litoral (« périphérique du Littoral ») entoure le centre de Barcelone d'est (B-20) en ouest (C-32) le long de la côte méditerranéenne. Elle a les caractéristiques autoroutières et longe tout le sud de la capitale Catalane.

C'est une autoroute très chargée qui dessert toute la zone sud de Barcelone.

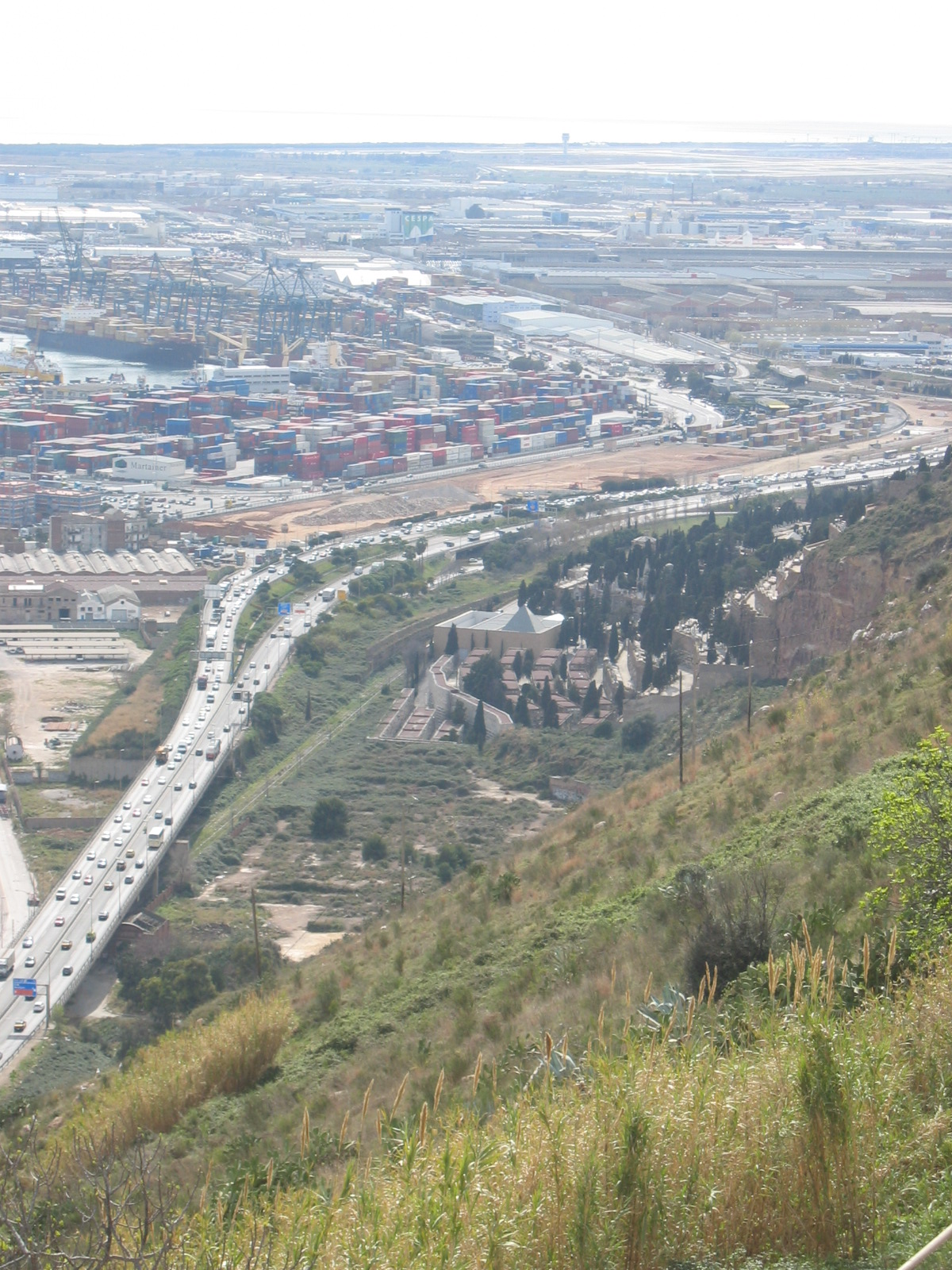
Le périphérique sud vue depuis Montjuic au niveau du Port de Barcelone

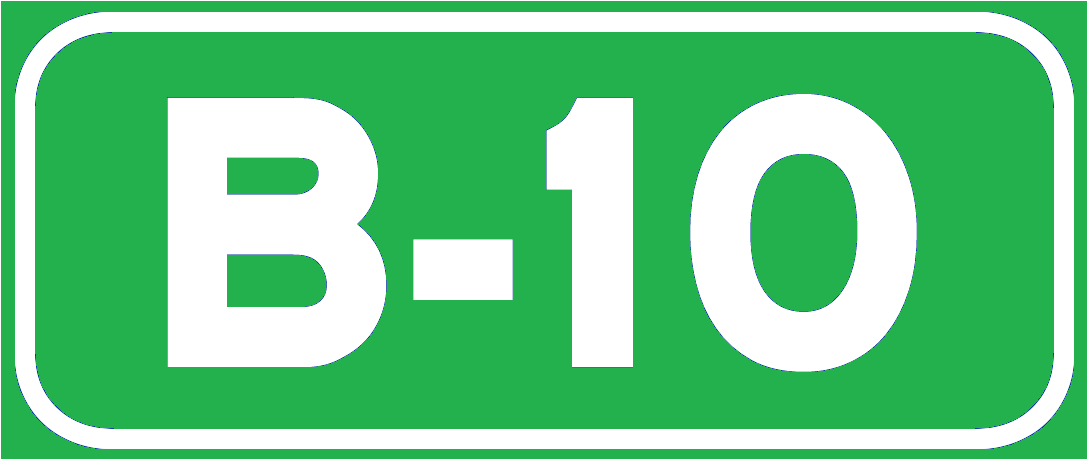
Cartouche de signalisation du périphérique du Littoral

D'une longueur de 25 kilomètres environ, elle relie les autoroutes C-33, C-58, C-17 et B-20 à hauteur de Santa Coloma de Gramenet au Nus de la Trinitat à l'intersection entre la C-32 et la B-20 à l'ouest de la ville.
Le périphérique comporte le plus souvent deux voies de circulation dans chaque sens et il est surnommé 1re ceinture de Barcelone. C'est de là que partent la plupart des autoroutes relier au réseau espagnol à destinations des différents points cardinaux du pays :
- C-33 : Gérone, France par AP-7
- B-23 : Saragosse (AP-2), Valence - Alicante par AP-7
- A-2 : Lérida - Madrid

Mais encore les autoroutes locales qui partent du périphérique :
- C-31 : Barcelone - Castelldefels
- C-32 : Barcelone - Lloret de Mar pour le nord Barcelone - Tarragone (AP-7) pour le sud
- C-58 : Barcelone - Terrassa (C-16)

La B-10 entoure le sud de Barcelone et passe à proximité d'impressionnante structure tels que le port olympique (Port Olímpic), le port de Barcelone (ferry pour les îles Baléares) et sa zone franche industrielle ainsi que le parc de Montjuïc.
Elle absorbe un fort trafic automobile aux alentours de allant jusqu'à 100000 véhicules par jour.

## Tracé
- Elle débute au nord-est de Barcelone au niveau du nus de la Trinitat qui regroupe toutes les autoroutes venant du nord : la C-17 qui vient de Vic, la C-58 qui vient de Terrassa, C-33 qui vient de l'AP-7 nord et la B-20 le périphérique nord.
- Elle longe un cours d'eau et descend vers son embouchure dans la mer alors qu'à hauteur de Sant Adrià de Besòs elle croise la C-31 qui prolonge la C-32 en provenance de Mataró.
- Elle longe le port olympique construit à l'occasion des Jeux olympiques d'été de 1992 pour ensuite desservir le port de Barcelone et les ferrys à destination des Îles Baléares et de Gênes (Italie).
- Elle contourne les montagnes de Montjuïc par le sud et dessert le port et ses zones industrielles au sud-est de la ville.
- Elle remonte vers les terres pour enfin bifurquer avec la C-32 et l'A-2.

## Sorties
| Numéro de la sortie | Nom de la sortie | Bifurcation    |
| ------------------- | --- | -------------- |
| Nœud de Trinitat    | Ronda de Dalt - Barcelone Nord - Santa Coloma de Gramanet Gérone - France AP-7 Sabadell - Terrassa - Valence AP-7 | B-20 C-33 C-58 |
| 30                  | Santa Coloma de Gramenet Est - La Maquinista Barcelone-Carrer Potosí - Barcelone-Bon Pastor |                |
| 31                  | Santa Coloma de Gramenet Sud - Santa Coloma de Gramenet-Avinguda de Pi Margall Barcelone-Carrer Guipúscoa - Zone Industrielle Montsolís - Barcelone-Carrer d'Aragó - Barcelone-Verneda                                    |                |
|                     | Badalone - Montgat Mataró - Lloret de Mar C-32 Barcelone-Gran Via - Barcelone-Centre - Barcelone-Plaça de les Glòries | C-31           |
| 27                  | Sant Adrià de Besós - Zone Industrielle Badalona Sud |                |
| 26                  | Centre Commercial Diagonal Mar - Barcelone-Avinguda Diagonal |                |
| 25                  | Barcelone-Carrer del Taulat - Barcelone-Avinguda del Camp de la Bota Port de Santa Adrià |                |
| 23                  | Barcelone-Avinguda Litoral - Barcelone-Besós Port Olímpic |                |
| 21                  | Barcelone-Avinguda Litoral - Barcelone-Poblenou Port Olímpic |                |
| 20                  | Barcelone-Avinguda Litoral - Hospital del Mar Port Olímpic - Moda Shopping - Marina Village |                |
| 19                  | Barcelone-Avinguda del Paral.lel - Barcelone-Plaça de la Carbonera World Trade Center - Port de Barcelone - Ferry Iles Baléares                                                                                           |                |
| 18                  | Barcelone-Passeig Josep Carner - Parc de Montjuïc Accès Nord au Port de Barcelone - Ferry Gênes |                |
| 17                  | Barcelone-Passeig de la Zona Franca - Barcelone-Rambla de Brasil - Barcelone-Gran Via Accès Sud au Port de Barcelone - Zone Franche Zone Industrielle Zona Franca - Zone Industrielle Pratenc - Zone Industrielle Pedrosa |                |
| 16                  | Barcelone-Carrer Antic del Prat Zone Industrielle Zona Franca - Zone Industrielle Pratenc - Zone Industrielle Pedrosa |                |
|                     | Barcelone-Gran Via - Barcelone-Bellvitge - Barcelone Centre El Prat de Llobregat - Castelldefels Aéroport international de Barcelone B-22                                                                                 | C-31           |
|                     | Ronda de Dalt - Barcelone Nord - L'Hospitalet de Llobregat Lleida A-2 - Saragosse AP-2 - Valence AP-7 Castelldefels - El Vendrell - Tarragone                                                                             | B-20 A-2 C-32  |

## Référence
- Nomenclature